# Harima (provincia)

Mappa delle province giapponesi con la provincia di Harima evidenziata

Harima (giapponese: 播磨国; -no kuni) o Banshu (播州 banshū) fu una provincia del Giappone sull'isola di Honshū. Il suo territorio, comprendente l'odierna parte sudoccidentale della Prefettura di Hyōgo, confinava con le province di Tajima, Tamba, Settsu, Bizen e Mimasaka. Il capoluogo di provincia era Himeji.
Durante il Periodo Edo, l'han (feudo) di Ako fu parte di Harima. I Quarantasette ronin erano samurai di questo han.